# Ptolémée Kéraunos
Pour les articles homonymes, voir Ptolémée (homonymie).
Ne doit pas être confondu avec Keraunos.
Ptolémée Kéraunos (Πτολεμαίος Κεραυνός / Ptolemaíos Keraunós, dit « la Foudre », eu égard à son tempérament) est le fils de Ptolémée Ier et d'Eurydice, fille d'Antipater, ce qui fait de lui un Épigone, un héritier des Diadoques. Il est brièvement roi de Macédoine de 281 à 279 av. J.-C.

## Biographie
Ptolémée Kéraunos quitte l'Égypte en 284 av. J.-C. En effet son père favorise son frère né de Bérénice (le futur Ptolémée II). Il s'installe d'abord en Macédoine auprès d'Agathoclès, le fils de Lysimaque, roi de Thrace, qui est marié à sa sœur Lysandra. Or Lysimaque, convaincu par les intrigues de son épouse Arsinoé, elle-même fille de Ptolémée Ier et de Bérénice, fait mettre à mort Agathoclès, l'héritier du trône, en 282. Craignant la haine de sa demi-sœur, Ptolémée Kéraunos se réfugie alors, avec Lysandra, auprès de Séleucos Ier et le pousse contre Lysimaque, qui est vaincu et tué à la bataille de Couroupédion (281). 
En septembre 281, il fait assassiner Séleucos Ier, qui tentait de s'emparer de la Macédoine et dont l'armée vient de franchir l'Hellespont, puis se fait acclamer roi de Macédoine par l'armée. Il en profite pour épouser Arsinoé et faire aussitôt assassiner les enfants qu'elle avait eus de Lysimaque. Il s'allie avec Pyrrhus à qui il fournit 5 000 fantassins, 400 cavaliers, et vingt éléphants pour sa campagne en Grande-Grèce. Il parvient à repousser les assauts d'Antigone II Gonatas. Cependant en 279, dépourvu d'expérience dans la défense septentrionale de la Macédoine, il est sévèrement battu en tentant de repousser une invasion des Celtes (ou Galates) menée par Bolgios durant la Grande Expédition. Blessé et capturé, il est exécuté par les vainqueurs.

## Source antique
- Justin, Abrégé des Histoires philippiques de Trogue Pompée [détail des éditions] [lire en ligne].